# Mary Archer
Mary Doreen Archer, Baronesa Archer, DBE, nascuda Weeden, (22 de desembre de 1944), generalment coneguda com a Dame Mary Archer, és una científica britànica especialitzada en conversió d'energia solar.

## Educació i vida primerenca
Va néixer a Epsom, Surrey el desembre de 1944. És la filla més jove de Harold N. Weeden, un expert comptable, pel seu matrimoni l'any 1937 amb Doreen Cox. Va assistir al Cheltenham Ladies' College, abans d'anar a estudiar química al St Anne's College, d'Oxford i fisicoquímica a l'Imperial College London.

## Carrera
Després d'un període breu donant classe a la Universitat d'Oxford, va treballar com a investigadora científica a les ordres del premi Nobel Sir George Porter a la Royal Institution de Londres. Va ser durant aquest temps es va interessar per la fotoelectroquímica, tema sobre el que ha escrit i ensenyat de forma extensa. A mitjans dels anys 70, la van designar per a formar part de la junta directiva de la International Solar Energy Society.
Entre 1976 i 1986, va donar classes de química a les facultats Newnham i Trinity a Cambridge.
De 1984 a 1991, va ser dirigir el Fitzwilliam Museum Trust de Cambridge. Va ser directora no executiva de Mid Anglia Radio plc entre 1988 i 1995.
L'any 1988 va entrar el Consell de l'asseguradora Lloyds.
De 1988 a 2000, va ser presidenta de la Fundació d'Energia Nacional, la qual promou millorar l'ús d'energia en edificis. Més tard n'esdevingué la seva presidenta. També és presidenta de la UK Solar Energy Society (UKISES). Forma part de l'Institut d'Energia i aquest li va atorgar la medalla Melchett l'any 2002.
L'any 1994 va ser directora no executiva d'Anglia Television en un moment en el qual aquesta era l'objectiu d'una oferta pública de compra. A partir d'uns informes de la Borsa de valors de Londres, el Departament de Comerç i Indústria va ordenar el 8 de febrer de 1994 que els seus inspectors investiguessin un cas de possible revelació d'informació privilegiada per part de certes persones, inclòs el seu marit. No se li va imputar cap càrrec.
Va ser presidenta durant deu anys, fins al 2012, de la Fundació Cambridge University Hospitals del NHS (de la qual en formen part els hospitals Addenbrooke i Rosie). Anteriorment havia estat directora no executiva, de 1993 a 1999, i vicepresidenta, de 1999 a 2002, de l'Addenbrooke Hospital NHS Trust. Entre 2005 i 2008, va dirigir una iniciativa pionera subvencionada per l'NHS d per crear ajuts de decisió als pacients per a pacients amb càncer de pròstata (o BPH). L'any 2007 li van atorgar el premi Eva Philbin de l'Institut de Química d'Irlanda. Va ser directora fundacional del Cambridge University Health Partners, de 2009 a 2012, i president adjunta de l'ACT (Addenbrooke Charitable Trust) de 1997 a 2015. Actualment dirigeix un grup per crear un dispositiu d'informació i consells pels pacients de càncer de bufeta urinària de l'hospital Addenbrooke, i per a tota l'Anglia Cancer Network.
La van nomenar Dama Comandant de l'Ordre de l'Imperi britànic (DBE) l'any 2012 pels serveis prestats al Servei de Salut de Salut Nacional (NHS).
Des de gener de 2015, és presidenta del consell del Museu de Ciència Nacional.

## Vida personal

### Matrimoni
Es va casar amb Jeffrey Archer el juliol de 1966, havent-lo conegut a la Universitat d'Oxford, on Jeffrey hi havia estat estudiant Educació. Ha descrit en Jeffrey com a «divertit, efervescent... ell era més gran que el meus companys i això m'agradava. Feia coses que jo mai havia fet.»
Tenen dos fills: William Archer (nascut el 1972), un productor de teatre, i James Archer (nascut el 1974), assessor financer i home de negocis.
El Archers viuen a Old Vicarage, Grantchester, prop de Cambridge, en una casa que va immortalitzar Rupert Brooke en un poema del mateix títol.
Ha comentat que no considera la fidelitat sexual com un factor important en l'èxit d'un matrimoni, suggerint que l'amistat i la lleialtat són qualitats més importants.

### Interessos
Forma part del patronat de la Rupert Brooke Society. Entre 1991 i 1999 va ser del consell del Cheltenham Ladies' College.
És una apassionada del cant, té veu de soprano, i gaudeix amb la música barroca i la renaixentista. Toca el piano i forma part d'un petit cor, Cantus, de Cambridge. L'any 1988 va publicar un CD de nadales, amb el títol A Christmas Carol. És la directora no executiva del Britten Sinfonia i presidenta del Gremi de Músics d'Església des de 1989.
Ha escrit i contribuït a diversos volums sobre l'energia solar, sent els més important Photochemical & Photoelectrochemical Approaches to Solar Energy Conversion, que va portar 15 anys de feina. També ha participat en els treballs Clean Electricity from Photovoltaics (2001); Molecular to Global Photosynthesis (2004); The 1702 Chair of Chemistry at Cambridge: Transformation and Change (2005) i Nanostructured and Photoelectrochemical Systems for Solar Photon Conversion (2008).

### Salut
Durant l'any 2011, va revelar que havia passat per un procés quirúrgic important, extracció de la bufeta urinària, en haver-se-li detectat càncer de bufeta a Addenbrooke Hospital. Malgrat l'oferta que li va fer el seu marit de pagar-li aquesta cirurgia privada, va optar per ser pacient del NHS (National Health System) del seu hospital local. El seu germà, David, era aleshores un eminent cirurgià toràcic del NHS.